# Thomas Gradin
Pour les articles homonymes, voir Gradin (homonymie).
Thomas Kjell Gradin (né le 18 février 1956 à Sollefteå) est un joueur professionnel de hockey sur glace suédois.

## Carrière de joueur
En 1972, il commence sa carrière dans la Division 1 avec le MODO hockey. Il est choisi en troisième ronde en 45e position par les Blackhawks de Chicago lors du repêchage d'entrée dans la Ligue nationale de hockey. La même année, il fut choisi au premier tour du repêchage amateur de l'AMH 1976 par les Jets de Winnipeg en neuvième position. De 1978 à 1987, il a évolué dans la LNH avec les Canucks de Vancouver et les Bruins de Boston. Il met un terme à sa carrière en 1990.

## Carrière internationale
Il a représenté la Suède au niveau international. Il a participé au championnat du monde 1978.

## Trophées et honneurs personnels
- 1985 : participe au 37e Match des étoiles de la Ligue nationale de hockey.

## Statistiques
Pour les significations des abréviations, voir Statistiques du hockey sur glace.

### En club
| Saison     | Équipe               | Ligue      |     | Saison régulière | Saison régulière | Saison régulière | Saison régulière | Saison régulière |    | Séries éliminatoires | Séries éliminatoires | Séries éliminatoires | Séries éliminatoires | Séries éliminatoires |
| Saison     | Équipe               | Ligue      | PJ  | B                | A                | Pts              | Pun              | PJ               | B  | A                    | Pts                  | Pun                  |                      |                      |
| 1972-1973  | MODO hockey          | Division 1 | 17  | 8                | 2                | 10               | 6                |                  |    |                      |                      |                      |                      |                      |
| 1973-1974  | MODO hockey          | Division 1 | 27  | 9                | 12               | 21               | 4                | --               | -- | --                   | --                   | --                   |                      |                      |
| 1974-1975  | MODO hockey          | Elitserien | 29  | 16               | 15               | 31               | 16               | --               | -- | --                   | --                   | --                   |                      |                      |
| 1975-1976  | MODO hockey          | Elitserien | 35  | 16               | 23               | 39               | 23               | --               | -- | --                   | --                   | --                   |                      |                      |
| 1976-1977  | AIK Solna            | Elitserien | 35  | 16               | 12               | 28               | 14               |                  |    |                      |                      |                      |                      |                      |
| 1977-1978  | AIK Solna            | Elitserien | 36  | 22               | 22               | 44               | 24               |                  |    |                      |                      |                      |                      |                      |
| 1978-1979  | Canucks de Vancouver | LNH        | 76  | 20               | 31               | 51               | 22               | 3                | 4  | 1                    | 5                    | 4                    |                      |                      |
| 1979-1980  | Canucks de Vancouver | LNH        | 80  | 30               | 45               | 75               | 22               | 4                | 0  | 2                    | 2                    | 0                    |                      |                      |
| 1980-1981  | Canucks de Vancouver | LNH        | 79  | 21               | 48               | 69               | 34               | 3                | 1  | 3                    | 4                    | 0                    |                      |                      |
| 1981-1982  | Canucks de Vancouver | LNH        | 76  | 37               | 49               | 86               | 32               | 17               | 9  | 10                   | 19                   | 10                   |                      |                      |
| 1982-1983  | Canucks de Vancouver | LNH        | 80  | 32               | 54               | 86               | 61               | 4                | 1  | 3                    | 4                    | 2                    |                      |                      |
| 1983-1984  | Canucks de Vancouver | LNH        | 75  | 21               | 57               | 78               | 32               | 4                | 0  | 1                    | 1                    | 2                    |                      |                      |
| 1984-1985  | Canucks de Vancouver | LNH        | 76  | 22               | 42               | 64               | 43               | --               | -- | --                   | --                   | --                   |                      |                      |
| 1985-1986  | Canucks de Vancouver | LNH        | 71  | 14               | 27               | 41               | 34               | 3                | 2  | 1                    | 3                    | 2                    |                      |                      |
| 1986-1987  | Bruins de Boston     | LNH        | 64  | 12               | 31               | 43               | 18               | 4                | 0  | 4                    | 4                    | 0                    |                      |                      |
| 1988-1989  | AIK Solna            | Elitserien | 33  | 11               | 21               | 32               | 40               |                  |    |                      |                      |                      |                      |                      |
| 1989-1990  | AIK Solna            | Elitserien | 35  | 14               | 15               | 29               | 14               | 3                | 2  | 0                    | 2                    | 2                    |                      |                      |
| 1996-1997  | Västerås IK          | Elitserien | 2   | 0                | 1                | 1                | 0                | --               | -- | --                   | --                   | --                   |                      |                      |
| Totaux LNH | Totaux LNH           | Totaux LNH | 677 | 209              | 384              | 593              | 298              | 42               | 17 | 25                   | 42                   | 20                   |                      |                      |